# Semi-sauvage
L'état semi-sauvage désigne un animal ou un groupe d'animaux qui vit principalement à l'état sauvage, mais a des contacts et des expériences avec les humains. Cela peut être dû à une naissance à l'état domestique, puis à un retour à la vie sauvage. Cela peut aussi être un animal qui grandit dans des conditions essentiellement sauvages, mais développe des contacts avec les humains pour l'alimentation, reçoit des soins médicaux ou des contacts analogues.

## Chez les chats
Les définitions de semi-sauvage pour les chats varient, mais décrivent essentiellement un chat domestique à l'origine qui retourne à l'état sauvage et n'est plus détenu ou gardé par quelqu'un. Les chats semi-sauvages peuvent continuer à vivre à proximité des humains et peuvent être habitués à leur présence. Les chats sauvages, d'autre part, sont généralement considérés comme les descendants de chats domestiques qui n'ont eux-mêmes jamais été domestiqués. Un chat semi-sauvage qui s'adapte et donne naissance à une portée pourra produire une descendance sauvage.
- Chat haret

## Chez les chevaux
Concernant les chevaux, les animaux semi-sauvages sont la propriété de particuliers mais ne sont ni montés, ni travaillés. Ils sont autorisés à vivre dans un état qui approche les conditions sauvages, mais régulièrement rassemblés pour des raisons variées, telles que sevrer les poulains, administrer des soins de routine ou pour des urgences vétérinaires. Le cheval de Camargue et le poney Exmoor sont des exemples. Les chevaux véritablement sauvages, comme le Mustang américain ou le Brumby australien, ont des ancêtres domestiques, mais ne sont généralement pas la propriété de l'homme et vivent dans des conditions essentiellement sauvages.